# Eucyclops titicacae
Eucyclops titicacae – gatunek widłonoga z rodziny Cyclopidae.
Takson ten opisał w 1957 roku niemiecki zoolog Friedrich Kiefer, nadając mu nazwę Eucyclops neumani titicacae, czyli uznając go za podgatunek Eucyclops neumani. Miejsce typowe to jezioro Titicaca w Ameryce Południowej. W tym samym artykule Kiefer opisał gatunek Eucyclops alticola z tego samego jeziora, jednak obecnie takson ten jest uznawany za synonim Eucyclops titicacae.